# Josef Arnold der Jüngere

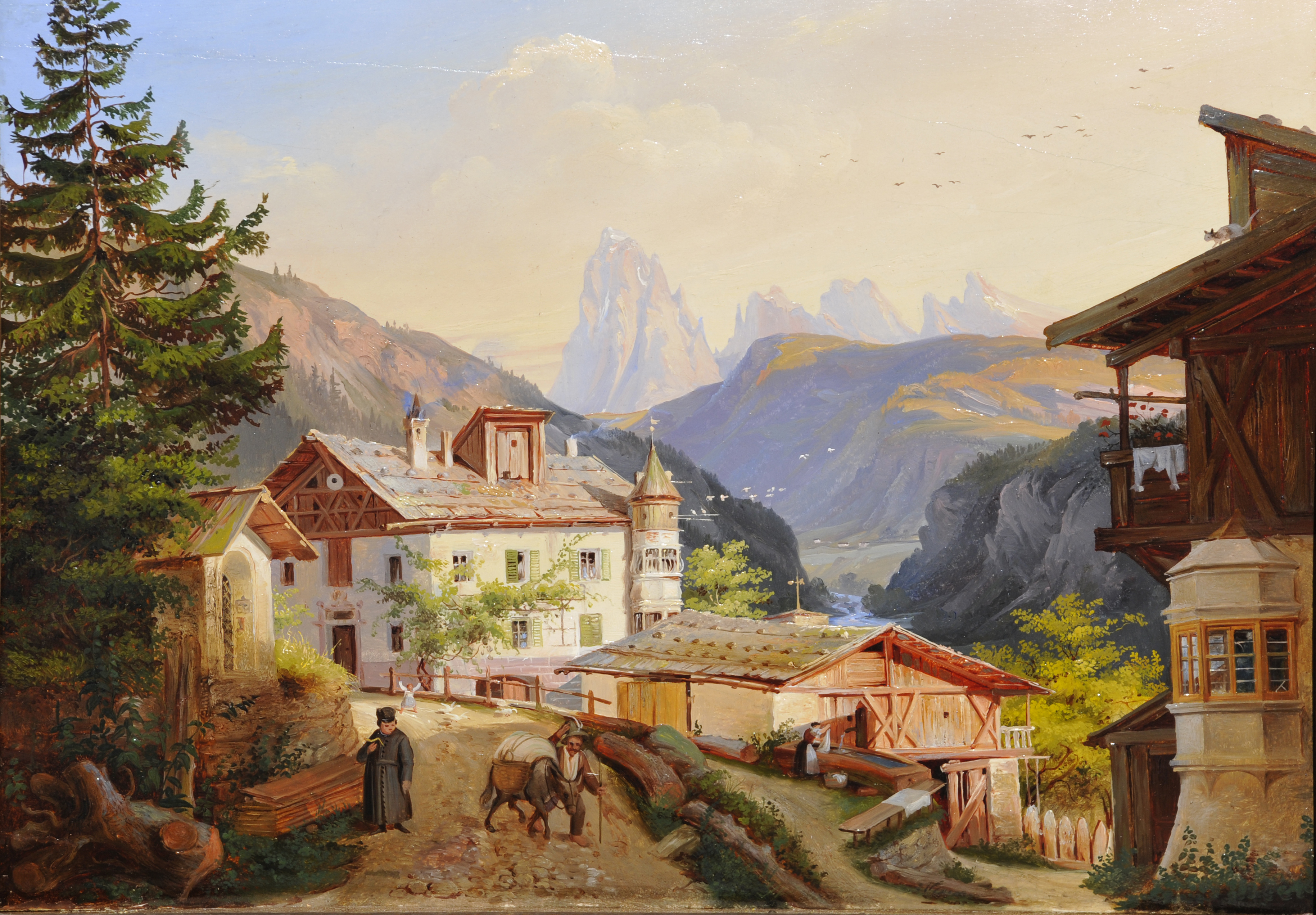
Dorfszene von St. Peter mit Gröden und dem Langkofel im Hintergrund. Öltafel auf Holz, um 1845

Josef Arnold der Jüngere (* 1823 in Wien; † 28. April 1862 in Innsbruck) war ein Tiroler Fresken-, Porträt- und Landschaftsmaler.

## Leben
Josef Arnold der Jüngere war Sohn des Tiroler Freskenmalers Josef Arnold der Ältere und der Franziska Kuchinka.
1824 zog er mit seiner Familie nach Innsbruck. Er begann seine Lehre beim Vater und besuchte dann ab 1840 die Wiener Akademie der bildenden Künste.

## Werke

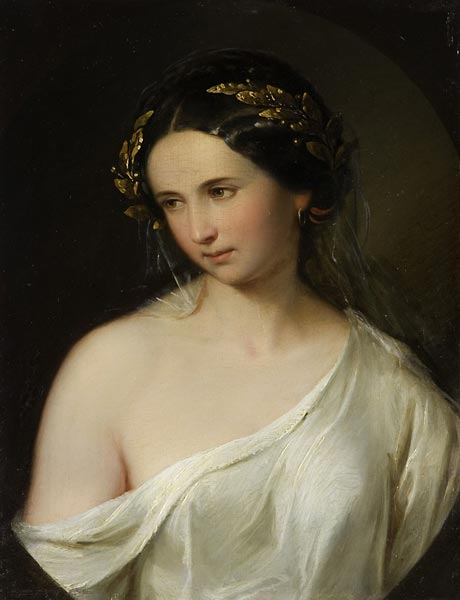
Bildnis einer bekränzten Frau, 1845

- Enneberg: Zyklus Marienleben, 1848–1849, zusammen mit dem Vater
- Lajen (Südtirol): Freskenzyklen aus dem Leben der Heiligen Stephanus und Laurentius, 1844, mit dem Vater
- St. Peter (Südtirol): Fresken, 1845, mit Vater und Bruder Alois
- Pfarrkirche Zirl: Fresken mit Franz Plattner, der Einzug Christi von ihm allein, 1861
- Porträts, auch eines seines Vaters, Akte und Landschaften im Tiroler Landesmuseum Ferdinandeum und in Privatsammlungen.